# Brett Connolly
Pour les articles homonymes, voir Connolly.
Brett Connolly (né le 2 mai 1992 à Campbell River, dans la province de la Colombie-Britannique au Canada) est un joueur professionnel canadien de hockey sur glace. Il évolue à la position d'ailier.

## Carrière

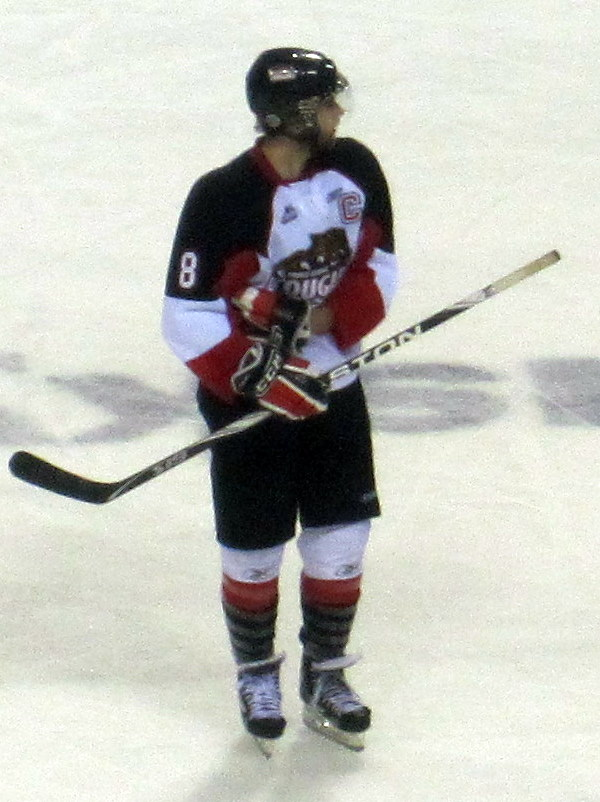
Brett Connolly avec les Cougars de Prince George

Après avoir rejoint la Ligue de hockey de l'Ouest pour quatre rencontres lors de la saison 2007-2008, Connolly dispute la saison suivante en permanence dans cette ligue sous les couleurs des Cougars de Prince George. Au terme de cette saison, il devient le premier joueur recrue de la ligue âgé de seize ans à inscrire 30 buts ou plus à sa première année depuis Patrick Marleau qui établit cette marque lors de la saison 1995-1996. Ses soixante points en 65 parties lui valent d'ailleurs de remporter le titre de recrue de l'année dans la LHOu ainsi que dans la Ligue canadienne de hockey.
Il rejoint également lors de cette année, l'équipe du Canada qui prit part au championnat du monde des moins de 18 ans. Alors qu'il est le plus jeune membre de l'organisation, il inscrit six points en autant de rencontres.
De retour l'année suivante avec les Cougars, il subit une blessure qui lui fait rater la majorité de la saison. Il réussit tout de même à inscrire dix-neuf points en seize rencontres en plus de retourner pour une deuxième fois au championnat du monde des moins de 18 ans. Il participe avec l'équipe LHOu à la Super Serie Subway en 2009 et 2010.
À l'été 2010, il est admissible au Repêchage d'entrée dans la LNH. Il y est sélectionné par le Lightning de Tampa Bay au premier tour en 6e position.
Le 2 mars 2015, il est échangé aux Bruins de Boston contre des choix de deuxième tour en 2015 et en 2016. Le 6 juillet 2015, il signe un contrat avec les Bruins pour une saison et un salaire d'1,025 million de dollars.

## Statistiques

### En club
| Saison     | Équipe                    | Ligue      |                   | Saison régulière  | Saison régulière  | Saison régulière  | Saison régulière  | Saison régulière |   | Séries éliminatoires | Séries éliminatoires | Séries éliminatoires | Séries éliminatoires | Séries éliminatoires |
| Saison     | Équipe                    | Ligue      | PJ                | B                 | A                 | Pts               | Pun               | PJ               | B | A                    | Pts                  | Pun                  |                      |                      |
| 2007-2008  | Cougars de Cariboo        | BCMML      | 35                | 16                | 16                | 32                | 80                | 6                | 4 | 1                    | 5                    | 10                   |                      |                      |
| 2007-2008  | Cougars de Prince George  | LHOu       | 4                 | 0                 | 0                 | 0                 | 0                 | -                | - | -                    | -                    | -                    |                      |                      |
| 2008-2009  | Cougars de Prince George  | LHOu       | 65                | 30                | 30                | 60                | 38                | 4                | 0 | 2                    | 2                    | 6                    |                      |                      |
| 2009-2010  | Cougars de Prince George  | LHOu       | 16                | 10                | 9                 | 19                | 8                 | -                | - | -                    | -                    | -                    |                      |                      |
| 2010-2011  | Cougars de Prince George  | LHOu       | 59                | 46                | 27                | 73                | 26                | 1                | 0 | 0                    | 0                    | 0                    |                      |                      |
| 2011-2012  | Lightning de Tampa Bay    | LNH        | 68                | 4                 | 11                | 15                | 30                | -                | - | -                    | -                    | -                    |                      |                      |
| 2012-2013  | Crunch de Syracuse        | LAH        | 71                | 31                | 32                | 63                | 53                | 18               | 6 | 5                    | 11                   | 12                   |                      |                      |
| 2012-2013  | Lightning de Tampa Bay    | LNH        | 5                 | 1                 | 0                 | 1                 | 0                 | -                | - | -                    | -                    | -                    |                      |                      |
| 2013-2014  | Crunch de Syracuse        | LAH        | 66                | 21                | 36                | 57                | 50                | -                | - | -                    | -                    | -                    |                      |                      |
| 2013-2014  | Lightning de Tampa Bay    | LNH        | 11                | 1                 | 0                 | 1                 | 4                 | -                | - | -                    | -                    | -                    |                      |                      |
| 2014-2015  | Lightning de Tampa Bay    | LNH        | 50                | 12                | 3                 | 15                | 38                | -                | - | -                    | -                    | -                    |                      |                      |
| 2014-2015  | Bruins de Boston          | LNH        | 5                 | 0                 | 2                 | 2                 | 10                | -                | - | -                    | -                    | -                    |                      |                      |
| 2015-2016  | Bruins de Boston          | LNH        | 71                | 9                 | 16                | 25                | 20                | -                | - | -                    | -                    | -                    |                      |                      |
| 2016-2017  | Capitals de Washington    | LNH        | 66                | 15                | 8                 | 23                | 40                | 7                | 0 | 0                    | 0                    | 0                    |                      |                      |
| 2017-2018  | Capitals de Washington    | LNH        | 70                | 15                | 12                | 27                | 30                | 24               | 6 | 3                    | 9                    | 6                    |                      |                      |
| 2018-2019  | Capitals de Washington    | LNH        | 81                | 22                | 24                | 46                | 24                | 7                | 2 | 0                    | 2                    | 6                    |                      |                      |
| 2019-2020  | Panthers de la Floride    | LNH        | 69                | 19                | 14                | 33                | 26                | 4                | 0 | 0                    | 0                    | 2                    |                      |                      |
| 2020-2021  | Panthers de la Floride    | LNH        | 21                | 2                 | 2                 | 4                 | 2                 | -                | - | -                    | -                    | -                    |                      |                      |
| 2020-2021  | Blackhawks de Chicago     | LNH        | 10                | 1                 | 1                 | 2                 | 2                 | -                | - | -                    | -                    | -                    |                      |                      |
| 2021-2022  | IceHogs de Rockford       | LAH        | 37                | 17                | 18                | 35                | 16                | -                | - | -                    | -                    | -                    |                      |                      |
| 2021-2022  | Blackhawks de Chicago     | LNH        | 9                 | 0                 | 1                 | 1                 | 15                | -                | - | -                    | -                    | -                    |                      |                      |
| 2022-2023  | HC Lugano                 | NL         | 45                | 12                | 26                | 38                | 28                | -                | - | -                    | -                    | -                    |                      |                      |
| 2023-2024  | SC Rapperswil-Jona Lakers | NL         | Saison en cours ? | Saison en cours ? | Saison en cours ? | Saison en cours ? | Saison en cours ? |                  |   |                      |                      |                      |                      |                      |
| Totaux LNH | Totaux LNH                | Totaux LNH | 536               | 101               | 94                | 195               | 241               | 42               | 8 | 3                    | 11                   | 14                   |                      |                      |

### Statistiques en équipe nationale
| Année | Équipe     | Compétition                  |   | PJ | B | A | Pts | Pun                |  | Résultat |
| 2009  | Canada U18 | Championnat du monde -18 ans | 6 | 3  | 3 | 6 | 4   | 4e place           |  |          |
| 2010  | Canada U18 | Championnat du monde -18 ans | 4 | 1  | 0 | 1 | 10  | 6e place           |  |          |
| 2011  | Canada U20 | Championnat du monde junior  | 7 | 0  | 3 | 3 | 0   | Médaille d'argent  |  |          |
| 2012  | Canada U20 | Championnat du monde junior  | 6 | 5  | 1 | 6 | 4   | Médaille de bronze |  |          |

## Honneurs et trophées

### Ligue de hockey de l'Ouest (LHOu)
- 2008-2009 : 
  - récipiendaire du trophée Jim-Piggott remis au joueur recrue par excellence de la Ligue de hockey de l'Ouest.
  - nommé recrue de la saison de la Ligue canadienne de hockey.

### Ligue américaine de hockey
- 2012-2013 : nommé dans la deuxième équipe d'étoile.

### Ligue nationale de hockey
- 2017-2018 : vainqueur de la coupe Stanley avec les Capitals de Washington.